# Macrodontia castroi
Macrodontia castroi är en skalbaggsart som beskrevs av Marazzi, Pavisi och Marazzi 2008. Macrodontia castroi ingår i släktet Macrodontia och familjen långhorningar.
Artens utbredningsområde är:
- Guatemala.
- Honduras.

Inga underarter finns listade i Catalogue of Life.